# 石厂站
石厂站是一个位于中国北京市门头沟区永定地区石厂村京昆路、石园南路交叉口，属于S1线在的地铁车站，2017年12月30日随S1线开通投入使用。

## 位置
石厂站位于西六环外，门头沟新城南部的永定镇石厂村，石龙南路北侧，沿路呈西南－东北走向布置。线路向东跨过石龙南路后前往小园站方向，而向西则引入车站西北侧的石门营车辆段。

## 车站设计

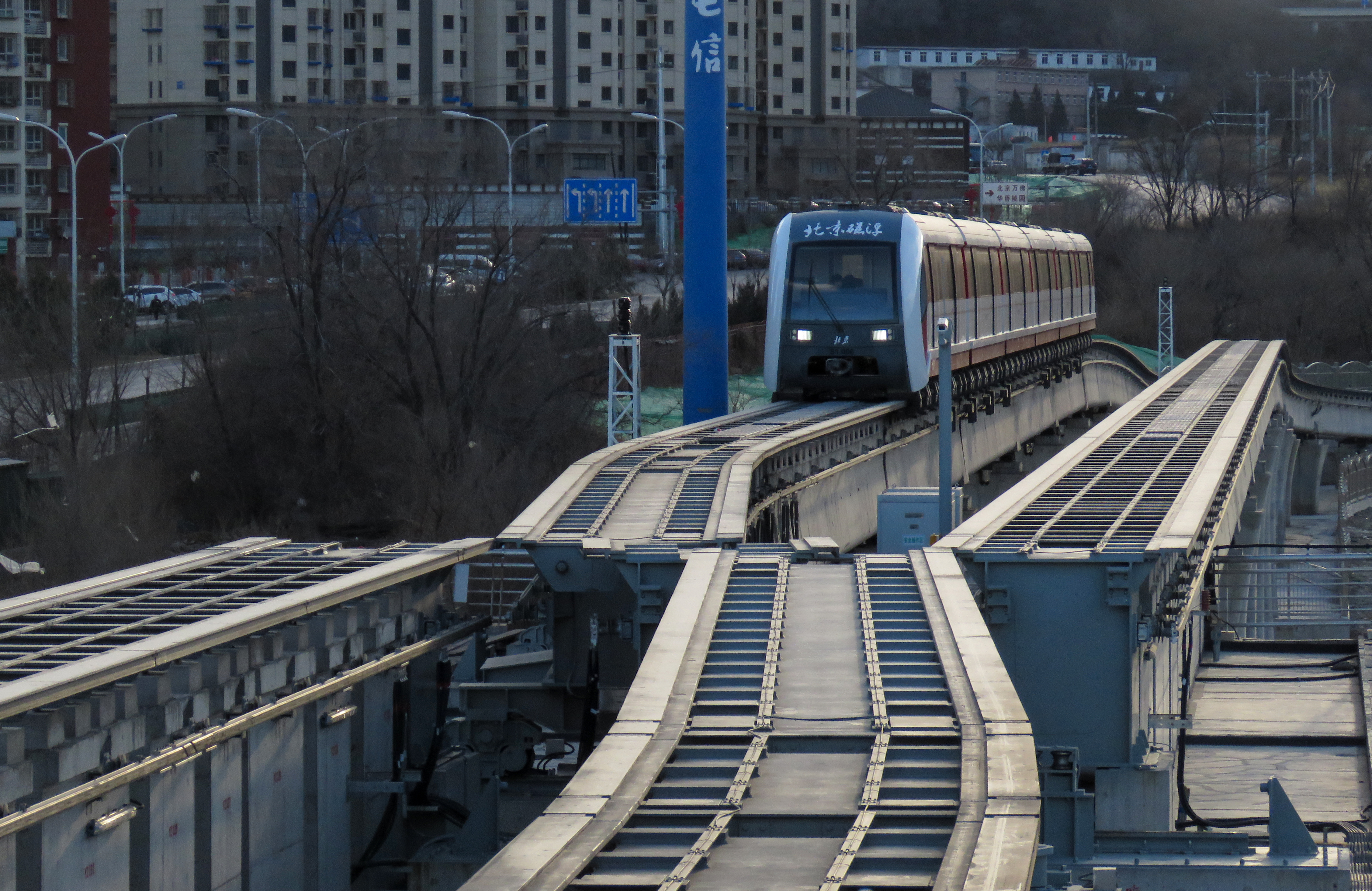
列车折返前，石厂站后的变轨过程（2018年1月摄）

### 车站楼层
石厂站是高架车站，四柱三跨结构，侧式站台设计。站台层总长度92.9米，宽度23.8米。
| 地上二层 站台层 | 侧式站台，右側開门     | 侧式站台，右側開门                          |
| 地上二层 站台层 | █ S1线终点站 落客站台  |                                             |
| 地上二层 站台层 | █ S1线往苹果园（小园） |                                             |
| 地上二层 站台层 | 侧式站台，右側開门     |                                             |
| 地面层 站厅层   | 站厅                   | A-B出入口、客服中心、自动售票机、进出站闸机 |

### 站厅

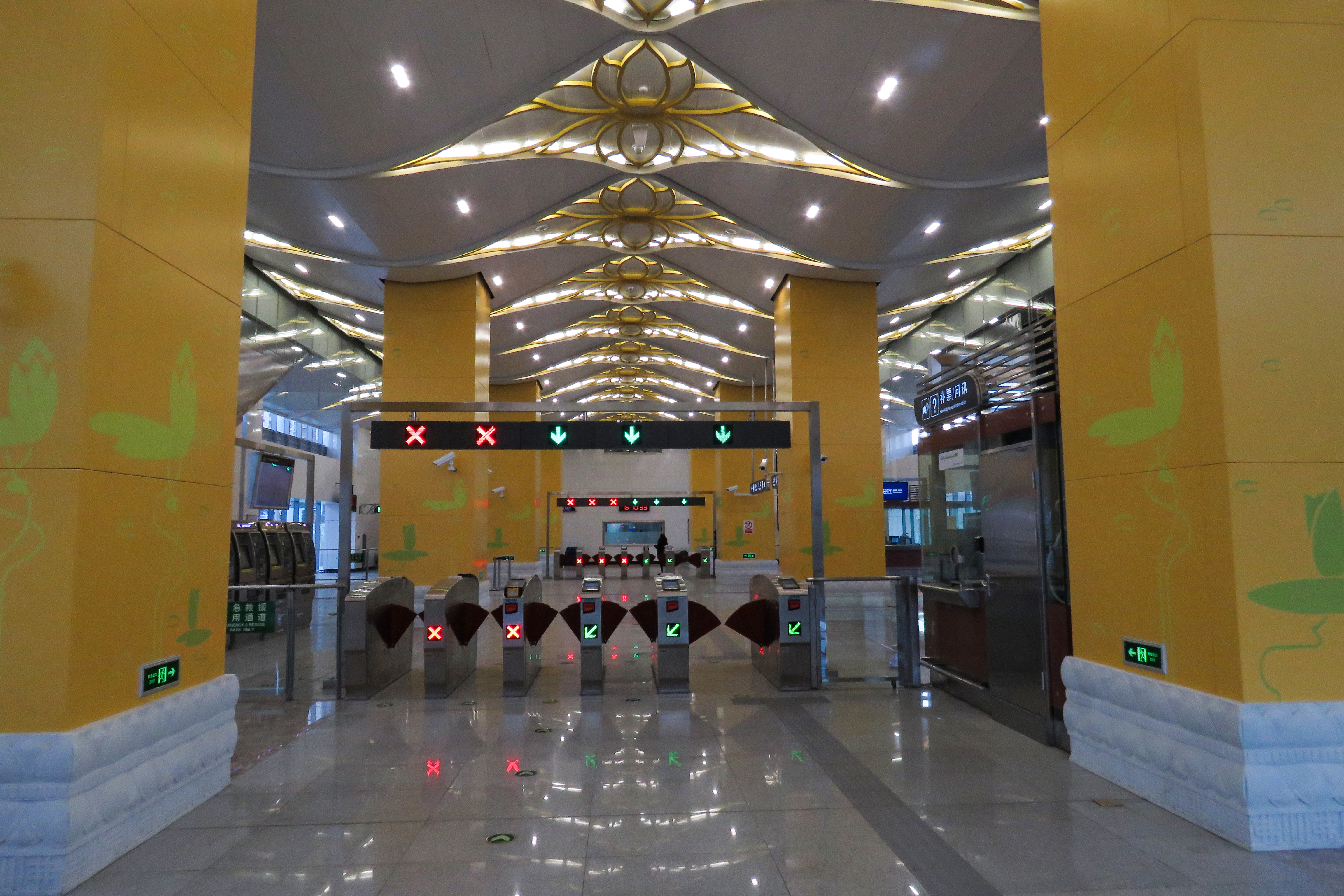
石厂站站厅（2018年1月摄）

石厂站的站厅位于地面层，站厅中部的非付费区设有客服中心、自动售票机等设施。付费区分为南北两部分，本站的卫生间位于南付费区内，通往站台的升降电梯位于北付费区内。站厅内的两排立柱以黄色这一佛教传统颜色为主色调，并绘有莲花图案，天花板也采用莲花造型。

### 站台
石厂站设有2个侧式站台，均设有半高屏蔽门。站台顶棚采用莲花造型，以表现潭柘寺的佛教文化这一设计意象。

## 出入口
石厂站设有A（西）、B（东）两个出入口。
|                           |          |                                            |      |            |
| 编号                      | 指示     | 建议前往目的地                             | 照片 | 无障碍设施 |
| 出口 · A · 无障碍通道标志 | 石龙南路 | 石龙南路（西侧）、石门营新三区、石门营四区 |      |            |
| 出口 · B · 无障碍通道标志 | 石龙南路 | 石龙南路（西侧）、石门营新三区、石门营四区 |      |            |
| 註： 設有                 |          |                                            |      |            |

## 脚注
1. ↑  规划建设阶段曾称石门营站